# حمد الكوهجي
حمد أحمد محمد صالح الكوهجي سياسي وتاجر وناشط اجتماعي بحريني عضو في مجلس النواب من 12 ديسمبر 2018 عن الدائرة الأولى في محافظة المحرق.

## مجلس النواب
قرر دخول المعترك السياسي من خلال الترشح لعضوية مجلس النواب عن الدائرة الأولى في محافظة المحرق. في الجولة الأولى التي أقيمت في 24 نوفمبر 2018 حصل على 3804 صوت بنسبة 46.23% مما استوجب إقامة جولة ثانية في 1 ديسمبر. قبل إقامة الجولة الثانية تعرض إلى حملة تستهدف تشويه سمعته وسمعة عائلته بهدف الإطاحة به من خلال تغريدات نشرت على موقع التواصل الاجتماعي تويتر تطرقت لادعاء بعض المشاكل الأسرية التي واجهها الكوهجي وإنكار نسبه. في الجولة الثانية استطاع التغلب على منافسه محمد الحسيني المستقل بحصوله على 4171 صوت بنسبة 53.86%.